# Thézy-Glimont
Thézy-Glimont és un municipi francès situat al departament del Somme i a la regió dels Alts de França. L'any 2007 tenia 451 habitants.

## Demografia

### Població
El 2007 la població de fet de Thézy-Glimont era de 451 persones. Hi havia 176 famílies de les quals 32 eren unipersonals (12 homes vivint sols i 20 dones vivint soles), 52 parelles sense fills, 68 parelles amb fills i 24 famílies monoparentals amb fills.
La població ha evolucionat segons el següent gràfic:
Habitants censats

### Habitatges

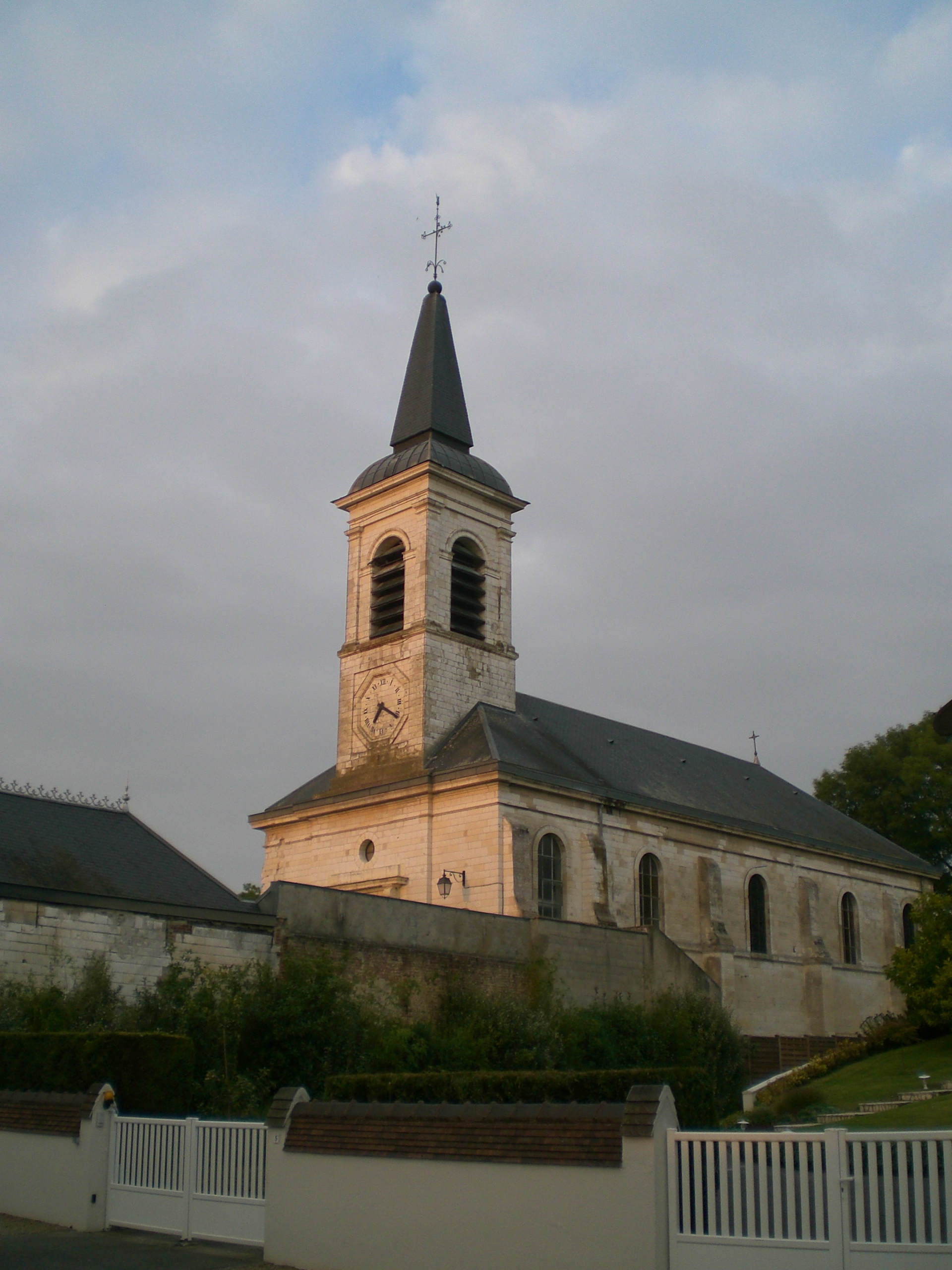

El 2007 hi havia 183 habitatges, 179 eren l'habitatge principal de la família, 3 eren segones residències i 1 estava desocupat. Tots els 183 habitatges eren cases. Dels 179 habitatges principals, 155 estaven ocupats pels seus propietaris, 23 estaven llogats i ocupats pels llogaters i 1 estava cedit a títol gratuït; 9 tenien dues cambres, 16 en tenien tres, 62 en tenien quatre i 92 en tenien cinc o més. 143 habitatges disposaven pel capbaix d'una plaça de pàrquing. A 57 habitatges hi havia un automòbil i a 103 n'hi havia dos o més.

### Piràmide de població
La piràmide de població per edats i sexe el 2009 era:
| Homes | Edats   | Dones |
| ----- | ------- | ----- |
| 0     | 95 o +  | 4     |
| 0     | 90 a 94 | 0     |
| 0     | 85 a 89 | 0     |
| 0     | 80 a 84 | 0     |
| 4     | 75 a 79 | 12    |
| 8     | 70 a 74 | 4     |
| 0     | 65 a 69 | 12    |
| 8     | 60 a 64 | 4     |
| 8     | 55 a 59 | 8     |
| 32    | 50 a 54 | 20    |
| 8     | 45 a 49 | 20    |
| 16    | 40 a 44 | 16    |
| 24    | 35 a 39 | 20    |
| 20    | 30 a 34 | 8     |
| 12    | 25 a 29 | 12    |
| 16    | 20 a 24 | 8     |
| 12    | 15 a 19 | 24    |
| 16    | 10 a 14 | 12    |
| 8     | 5 a 9   | 8     |
| 8     | 0 a 4   | 20    |

## Economia

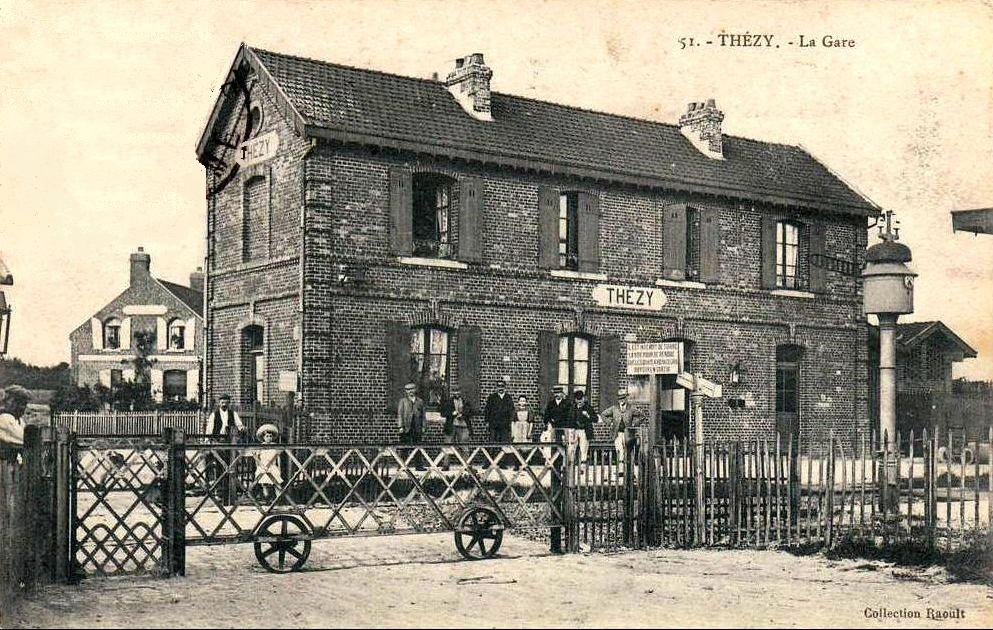

El 2007 la població en edat de treballar era de 323 persones, 226 eren actives i 97 eren inactives. De les 226 persones actives 214 estaven ocupades (111 homes i 103 dones) i 12 estaven aturades (8 homes i 4 dones). De les 97 persones inactives 37 estaven jubilades, 32 estaven estudiant i 28 estaven classificades com a «altres inactius».

### Ingressos

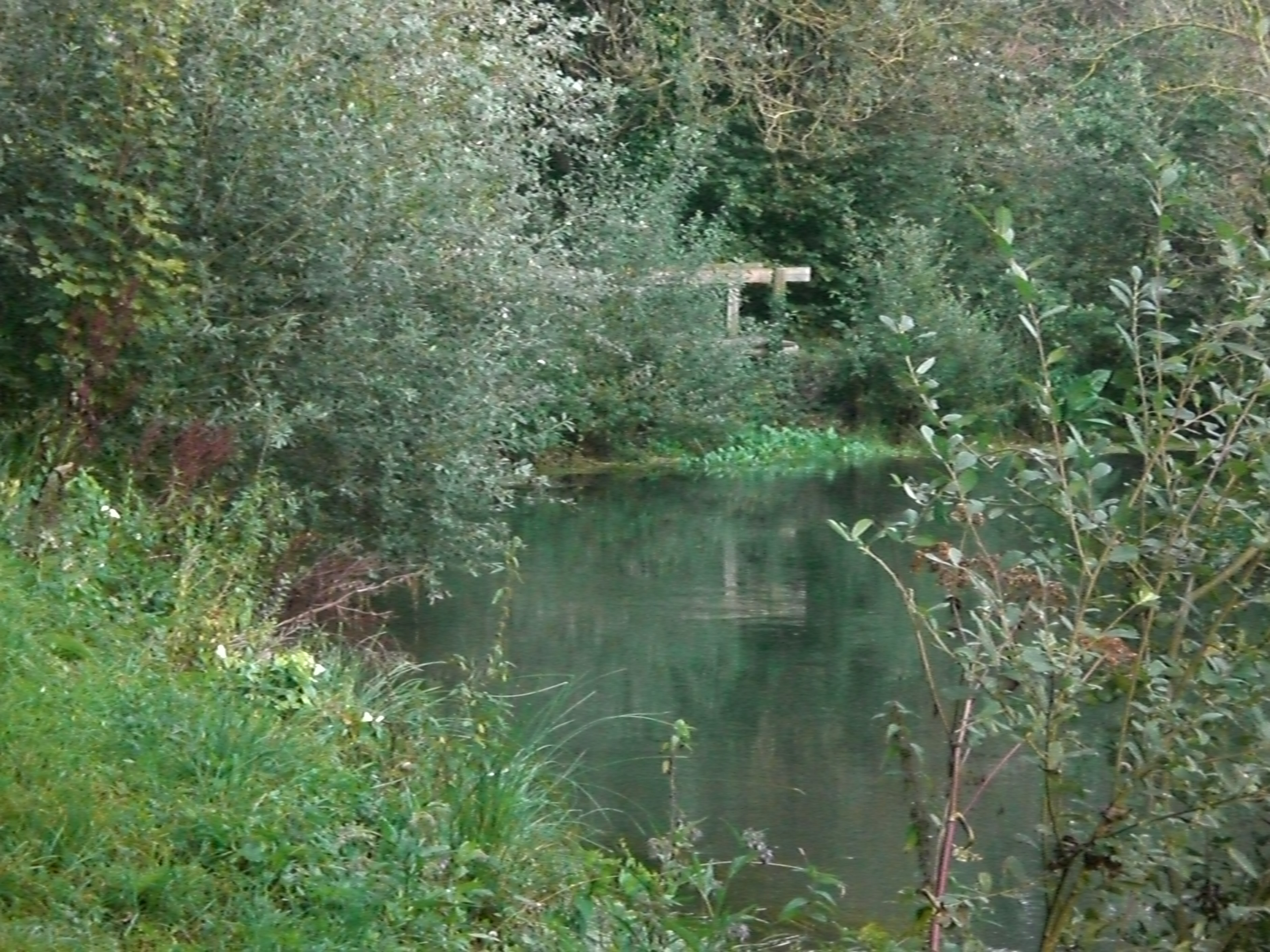
El riu Avre

El 2009 a Thézy-Glimont hi havia 172 unitats fiscals que integraven 436 persones, la mediana anual d'ingressos fiscals per persona era de 20.613 €.

### Activitats econòmiques
Dels 11 establiments que hi havia el 2007, 1 era d'una empresa extractiva, 6 d'empreses de construcció, 1 d'una empresa de comerç i reparació d'automòbils, 1 d'una empresa d'hostatgeria i restauració i 2 d'entitats de l'administració pública.
Dels 5 establiments de servei als particulars que hi havia el 2009, 2 eren fusteries, 2 lampisteries i 1 empresa de construcció.
L'any 2000 a Thézy-Glimont hi havia 9 explotacions agrícoles que ocupaven un total de 560 hectàrees.

## Equipaments sanitaris i escolars
El 2009 hi havia una escola elemental integrada dins d'un grup escolar amb les comunes properes formant una escola dispersa.

## Poblacions més properes
El següent diagrama mostra les poblacions més properes.